# Keo Kosal
Keo Kosal (13 giugno 1986) è un calciatore cambogiano, di ruolo centrocampista.

## Carriera

### Nazionale
Con la Nazionale cambogiana ha esordito nel 2006 e ha disputato una partita di qualificazione ai Mondiali 2010.